# Capo Rizzuto
Capo Rizzuto è una frazione di Isola di Capo Rizzuto, in provincia di Crotone, in Calabria.
Situata sul versante jonico della Calabria, è una delle principali località balneari di Isola di Capo Rizzuto.

## Geografia fisica

### Territorio
Sorge su un promontorio che si stende sul mare caratterizzato dall'affascinante alternarsi di scogliere scoscese e selvagge,  piccole calette e spiagge di finissima sabbia che va dal colore giallo dorato al rosso corallo ornata dal fiorire spontaneo della vegetazione propria della macchia mediterranea; i colori del mare sfumano dall'azzurro cielo al verde smeraldo i cui fondali ospitano il patrimonio della flora e della fauna dell'area protetta offrendo ai visitatori spettacoli meravigliosi. 
Un paesaggio meraviglioso tanto da meritare l'istituzione dell'area marina protetta di Capo Rizzuto che offre itinerari di rara bellezza, un percorso esclusivo tra l'affascinante e incontaminato patrimonio naturalistico.

## Luoghi d'interesse
Sulla costa sorge la "Torre Vecchia", una torre cilindrica, con massiccia cordonatura a conci lapidei, eretta nel sec. XVI a guardia costiera contro le incursioni saracene. La torre era custodita da un caporale e da un milite, che avevano il compito di vigilare giorno e notte e segnalare la presenza di navi sospette con particolari segnali: fumo durante il giorno e falò la notte. L'accesso all'interno della torre avveniva mediante un rustico ponte levatoio in legno.
Il Santuario della Madonna Greca, dedicato alla Protettrice di Isola di Capo Rizzuto. Semplice e maestoso, è di nuova costruzione: la posa della prima pietra è datata infatti 1991. La superficie del Santuario è di circa 800 m2 e si arricchisce di altri 200 m2 di balconate.
Oltre ai monumenti antichi in luogo possiamo trovare il lungo mare di Capo Rizzuto, questo lungomare si trova sugli spalti della spiaggia grande e inizia dalla scogliera della torre vecchia, fino ad arrivare alla piccola frazione di Capo Capo Bianco.